# 前田夏菜子
前田 夏菜子（まえだ かなこ、1966年6月23日 - ）は、日本の元女優。本名および旧芸名、前田 賀奈子（読み同一）。
京都府出身。京都聖母学院高等学校卒業。平田崑プロモーションを経て、パイプラインに所属していた。

## 人物
現代演劇協会附属総合芸術学院出身。高校在学中にスカウトされ、芸能界デビュー。NHK教育テレビ中学校理科『地球をさぐる』のレギュラーを経て、フジテレビ『スケバン刑事II 少女鉄仮面伝説』にゲスト出演。1987年には、スーパー戦隊シリーズ『光戦隊マスクマン』のモモコ / ピンクマスク役としてレギュラー出演をした。
『マスクマン』の終了後はバラエティ番組『オールナイトフジ』に2代目CXガールとして出演し、それ以降はテレビドラマを中心に活動したが、1994年に芸能界を引退。その後の消息は不明だったが、2018年5月5日には『マスクマン』のハルカ / イエローマスク役だった永田由紀と再会を果たしている。
趣味は、読書、映画鑑賞、料理。特技は、テニス、琴、ピアノ。また、小型船舶操縦士四級の免許を所持している。
『マスクマン』で共演した海津亮介は、前田について現場のアイドル的存在であったと述べている。また前田はアクションが苦手であったため、スタントやカメラワークなどで太極拳を表現していたと証言している。

## 出演

### テレビドラマ
- スケバン刑事II 少女鉄仮面伝説 第8話「おニャン子VS謎のDJ」（1985年、CX） -  李麗香
- スーパー戦隊シリーズ（ANB）
  - 光戦隊マスクマン（1987年 - 1988年） - モモコ / ピンクマスク
  - 鳥人戦隊ジェットマン 第23話「新戦隊登場」 - 第24話「出撃超（スーパー）ロボ」（1991年） - カンナ
- 東京ストーリーズ / みつぐ君の幸福（1990年、CX）
- 世にも奇妙な物語 / 遅すぎた恋人（1990年、CX）
- 美しい嘘つけますか （1990年、ANB）
- 火曜スーパーワイド （1990年、ANB） 
  - 忘れられた花嫁 横浜ベイブリッジ結婚披露宴連続殺人事件
  - 京都・バリ島婚約旅行殺人事件
- 東京ラブストーリー（1991年、CX）
- 不思議少女ナイルなトトメス 第16話「長男はマッチ売りの少女がお好き」 - 第18話「三男は活作りがお得意」（1991年、CX） - 森の女王
- あと一時間の恋（1991年、NTV）
- ラブストーリーを君に / 「会いたい」（1992年、ANB）
- 大人は判ってくれない 「サリンジャーの少女」（1992年、CX）
- もっと、ときめきを〜ふたりまでの距離〜（1992年、NTV）
- 火曜サスペンス劇場 / 「切り裂かれた絵」（1992年、NTV）
- 金曜ドラマシアター / 「銀座ママ亜弥子の日記 美人ホステス謎の失そう事件!!」（1992年、CX）
- 木曜日の食卓 第2話「いるの?いらないの?」、第10話「だから一緒に暮らせない」 - 最終回「世界中の誰よりも」（1992年、TBS） - 前原祥子
- ドラマシティ'93  / 「夫あぶない! 外伝」（1993年、NTV）
- ネオドラマ / 「悪戯 いたずら」（1993年、ANB）
- 天国に一番近いママ（1993年、NTV）
- 愛と疑惑のサスペンス / レベル7－空白の90日－（1994年、KTV）
- 名奉行 遠山の金さん 第6シリーズ 第11話「復讐の女絵草子」（1994年、ANB） -  お美津の方

### 映画
- 劇場版 光戦隊マスクマン （1987年、東映） - モモコ /  ピンクマスク
- 東京俏姑娘（1988年、聯華電影公司） -  小百合 ※台湾映画
- 君は僕をスキになる（1989年、東宝）
- 帝都大戦（1989年、東宝） - 千登勢
- ジ・ゴ・ロ アーバンナイトストーリー（1991年、ポニーキャニオン）

### オリジナルビデオ
- のぞき屋稼業2（1993年、ピンクパイナップル）

### その他のテレビ番組
- オールナイトフジ（CX）

### CM
- 日立製作所
- 日本生命